# Seicercus affinis
Seicercus affinis là một loài chim trong họ Phylloscopidae.